# Roberto Fernández Retamar
Roberto Fernández Retamar (L'Havana, 9 de juny de 1930 - L'Havana, 20 de juliol de 2019) fou un poeta, assagista, crític literari i promotor cultural cubà.

## Biografia
Fernández Retamar va estudiar art, arquitectura i, posteriorment, literatura a l'Havana, París i Londres. Fou professor a la Universitat de l'Havana des de 1955, i des de 1965 va editar la revista Casa de les Amèriques. També fou professor de la Universitat Yale (1957-58) i va impartir conferències a diverses universitats dels Estats Units. Va començar a escriure poesia sota la influència de José Lezama Lima i el grup associat a la revista Orígenes. Després de la revolució castrista, es va convertir en un dels seus portaveus més destacats, censurant poetes que es van mantenir al marge de la revolució.
Des de 1986 fou el president de la Casa de las Américas. El 2008 va ser escollit per a dirigir l'"Academia Cubana de la Lengua", de la qual formava part fins aquell moment.
Va ser el director de la Nueva Revista Cubana i de la revista Casa de les Amèriques i conseller cultural de Cuba a França. Fou col·laborador de la revista Orígens i fundador -i director fins al 1986- del Centre d'Estudis Martianos i del seu Anuari. Va fundar la Unió d'Escriptors i Artistes de Cuba i també, al costat d'altres personalitats, la revista Unión (1962). També fou diputat a l'Assemblea Nacional del Poder Popular i membre del Consell d'Estat. L'any 2000 l'Institut Internacional de Literatura Iberoamericana li va dedicar un volum de la seva sèrie Crítiques: Roberto Fernández Retamar i els estudis llatinoamericans.

## Publicacions[1]

### Poesia
- Poesía reunida (1966), col·lecció de la seva poesia escrita entre 1948 i 1965
- A quien puede interesar (1970)
- Buena suerte viviende (1967)
- Qué veremos arder (1970)
- Cuaderno paralelo (1973)
- Revolución nuestra, amor nuestro (1976)

### Assaig
- Ensayo de otro mundo (1967) on s'interpreta el modernisme com una denúncia de l'imperialisme nord-americà, destacant el seu contingut ideològic i la seva relació amb els escriptors de la generació espanyola de 1898.
- Calibán (1971), un estudi de la cultura a Amèrica Llatina, que refuta les idees de l'escriptor uruguaià José Enrique Rodó.
- La Poesía contemporánea a Cuba (1927-1953) (1954)
- Para una teoría de la literatura hispanoamericana i altres aproximacions (1975)

## Reconeixements[4]
- "Premi Nacional de Poesia" (1952)
- "Premi Llatinoamericà de Poesia Rubén Darío" (1980) per Juana y otros poemas personales
- "Premi Nacional de Literatura" 1989
- "Premi Internacional de Poesia Pérez Bonalde" (1994) pel seu llibre Aquí